# Wiesmath
Wiesmath è un comune austriaco di 1 511 abitanti nel distretto di Wiener Neustadt-Land, in Bassa Austria; ha lo status di comune mercato (Marktgemeinde).